# East Acton (metrostation)
East Acton is een station van de metro van Londen aan de Central Line. Het station, dat in 1920 is geopend, ligt in de plaats Acton.

## Geschiedenis
De Great Western Railway (GWR) kwam begin 20e eeuw met het plan om haar hoofdlijn van Londen naar het westen te verbinden met de West London Railway. Deze zogeheten Ealing & Shepherd's Bush Railway (E&SBR) zou lopen tussen Ealing Broadway, aan de lijn naar het westen, en Viaduct Junction, vlak ten noorden van Shepherd's Bush. De aanleg van deze lijn werd in 1905 goedgekeurd door het parlement en nog voor de bouw begon sloten de GWR en de Central London Railway (CLR), de latere Central Line, een overeenkomst voor reizigersdiensten tussen Wood Lane en Ealing Broadway. Hiertoe moest de CLR haar sporen doortrekken tot het tracé van de E&SBR hetgeen op 18 augustus 1911 bij wet, Central London Railway Act, 1911, werd goedgekeurd. De GWR heeft de nieuwe E&SBR-lijn aangelegd en begon de goederendienst in 1917, de reizigersdienst ging pas van start na de elektrificatie. De elektrificatie begon pas na het einde van de Eerste Wereldoorlog zodat de reizigersdienst moest wachten tot 3 augustus 1920 met East Acton als enige tussenstation aan de verlenging naar het westen. Aangezien de CLR alleen reizigers vervoerde werden in 1938 twee extra sporen speciaal voor de goederentreinen van de GWR geopend, maar deze werden in 1964 opgebroken.
De sporen bij East Acton werden vervangen in 2005 waardoor de lijn op 13 en 14 augustus 2005 deels gesloten was en in 2007 werd het station gerenoveerd door Metronet. In augustus 2021 werd begonnen met de herbouw van het perron voor metro's naar het oosten, hierdoor stoppen de metro's naar het centrum niet bij East Acton.

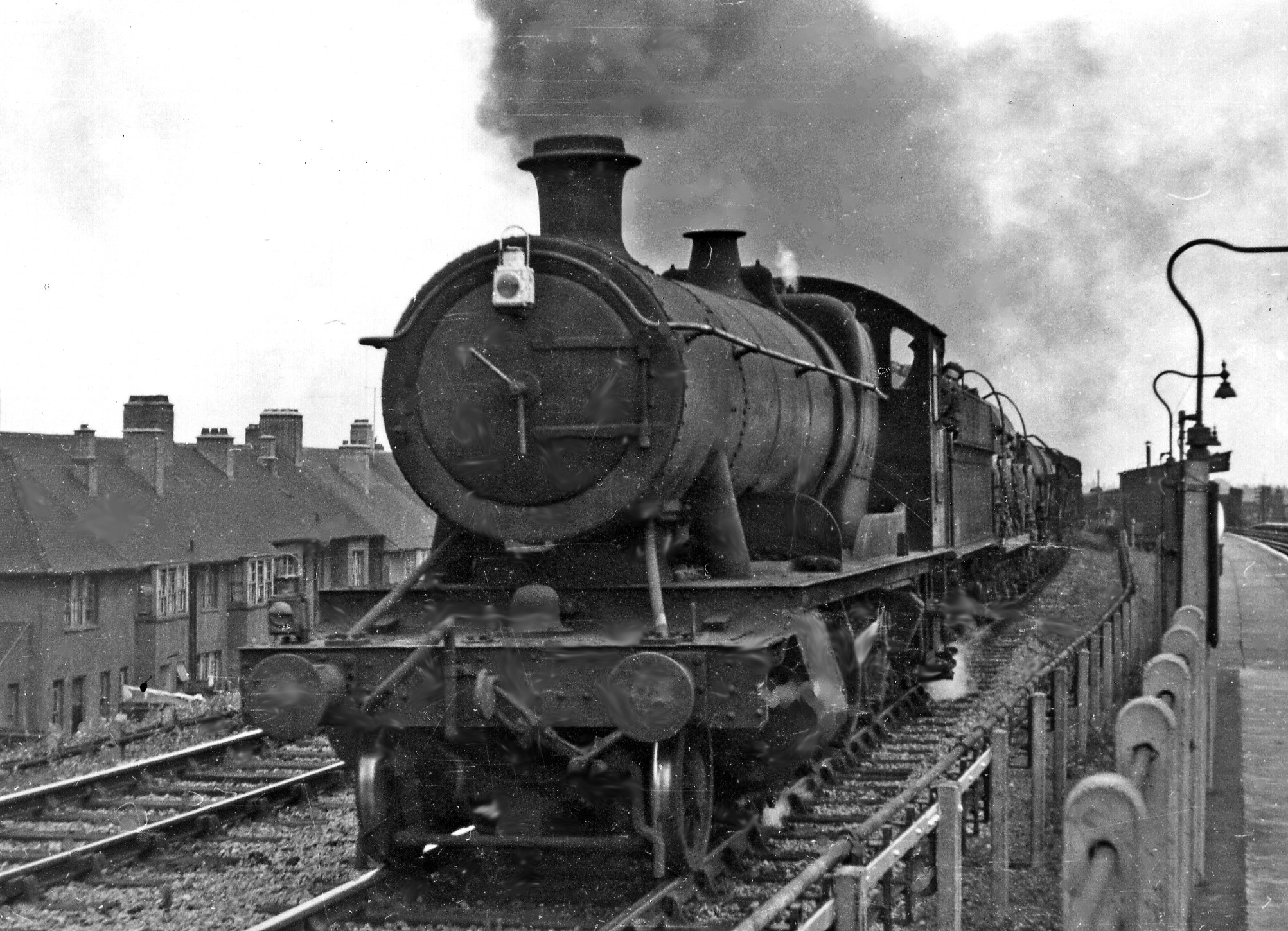
Een lege melktrein passeert East Acton op 23 juli 1949 op de terugweg uit Londen.
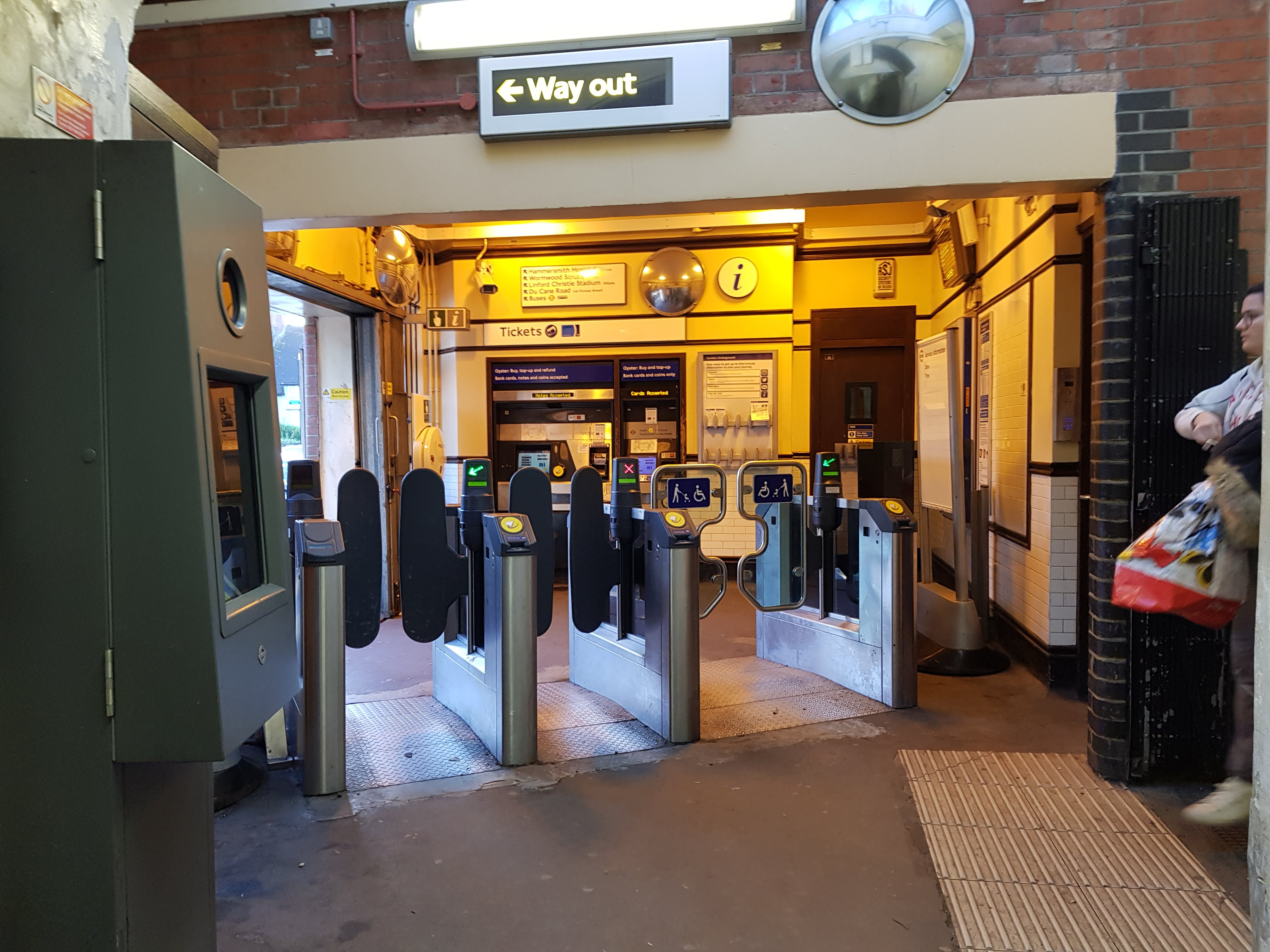
De stationshal aan de zuidkant van de sporen.
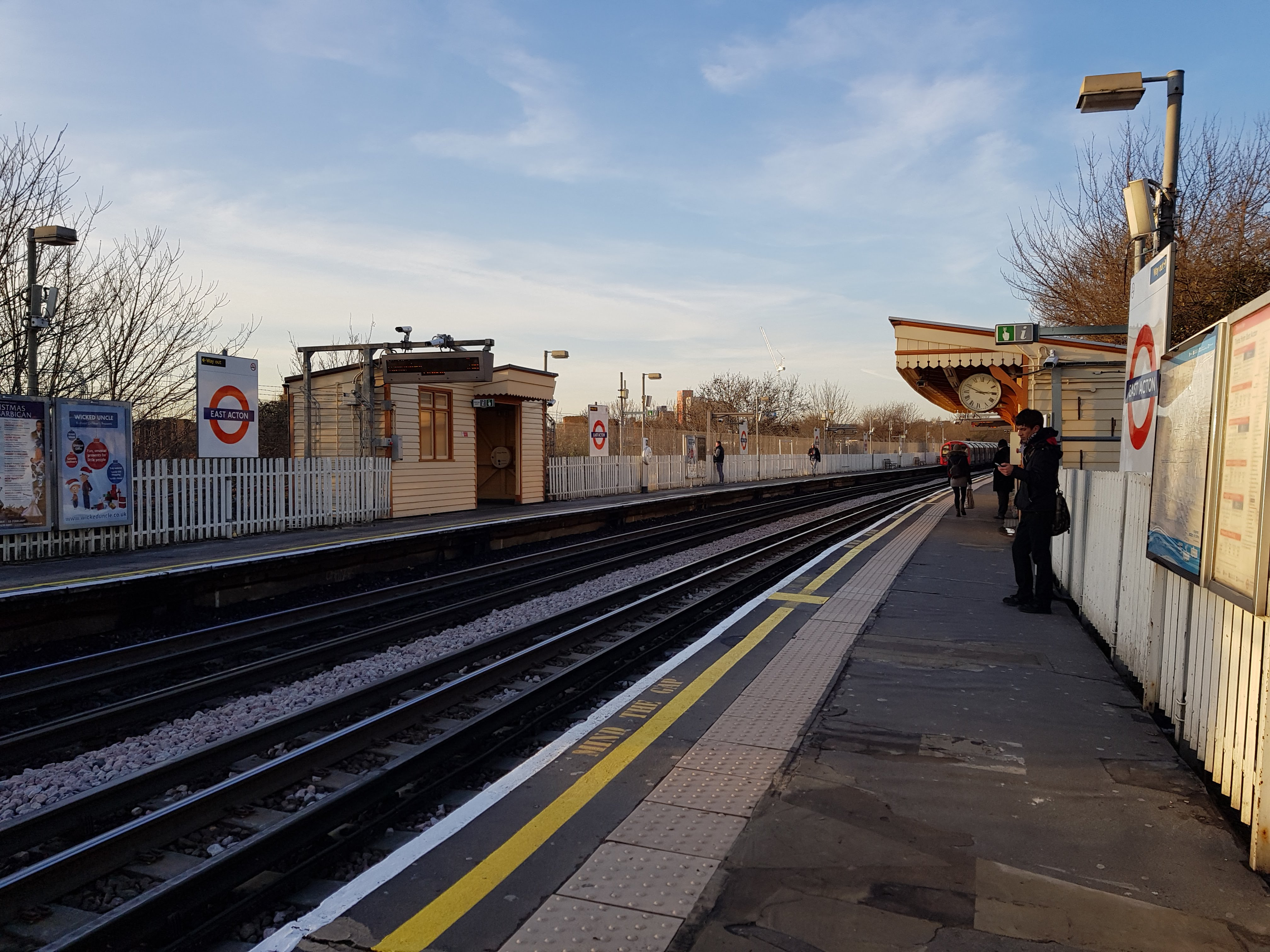
Sporen en perrons op 18 december 2017.

## Ligging en inrichting
Het station ligt op de spoordijk waar deze de Erconwald Street kruist ongeveer 1 km van het centrum van East Acton. Nin het verzorgingsgebied liggen Wormwood Scrubs, Queen Charlotte's and Chelsea Hospital, Hammersmith Hospital, Wormwood Scrubs gevangenis en het Imperial College vestiging Hammersmith. De metrosporen liggen aan de zuidkant van de spoordijk, de andere helft was tot 1964 in gebruik voor twee goederensporen. Hoewel deze zijn opgebroken zijn de bijbehorende viaducten blijven liggen zodat ook bij East Acton ten noorden van het metroviaduct een tweede viaduct ligt. In verband met het rechtsverkeer in White City wisselen de sporen om bij de vroegere aansluiting ten oosten van East Acton waarbij de metro's naar de stad onder die uit de stad doorrijden.

## Reizigersdiensten
De normale dienst tijdens de daluren omvat:
- 9 metro's per uur oostwaarts naar Epping
- 3 metro's per uur oostwaarts naar Loughton
- 6 metro's per uur oostwaarts naar Henegouwen via Newbury Park
- 3 metro's per uur oostwaarts naar Woodford via Henegouwen
- 9 metro's per uur westwaarts naar West Ruislip
- 3 metro's per uur westwaarts naar Northolt
- 9 metro's per uur westwaarts naar Ealing Broadway

Night Tube-diensten doen ook het station aan met een frequentie van 3 metro's per uur in beide richtingen. 